# David Amram
David Werner Amram III (ur. 17 listopada 1930 w Filadelfii) – amerykański kompozytor i multiinstrumentalista.

## Życiorys
Uczył się gry na rogu, fortepianie, różnych rodzajach fletów, perkusji i instrumentach ludowych. Kształcił się w Oberlin Conservatory of Music w Ohio, później studiował historię na George Washington University, w 1952 roku uzyskując stopień Bachelor of Arts. W zakresie kompozycji pozostał autodydaktą. W latach 1951–1952 grał na rogu w National Symphony Orchestra w Waszyngtonie, później występował w orkiestrze stacjonującej w Europie 7th United States Army. Podczas pobytu w Paryżu grał z zespołem jazzowym Lionela Hamptona. W latach 1955–1956 studiował w Manhattan School of Music, gdzie jego nauczycielami byli Dimitri Mitropoulos, Vittorio Giannini i Gunther Schuller. Uczęszczał też na prywatne korepetycje u Charlesa Millsa. Od 1966 do 1967 roku współpracował z Filharmonią Nowojorską. Pisał muzykę do sztuk teatralnych, filmów i programów telewizyjnych. W swojej twórczości łączył muzykę poważną z elementami jazzu.
Opublikował autobiografię Vibrations: The Adventures and Musical Times of David Amram (Nowy Jork 1968) oraz wspomnieniowe Offbeat: Collaborating with Kerouac 1956–69 (2002) i Upbeat: Nine Lives of a Musical Cat (2009). W 1998 roku powstał poświęcony kompozytorowi film dokumentalny Amram Jam.

## Ważniejsze kompozycje
(na podstawie materiałów źródłowych)

### Opery
- The Final Ingredient, libretto Arnold Weinstein (1965)
- Twelfth Night na podstawie Williama Shakespeare’a (1965–1968)

### Utwory orkiestrowe
- Autobiography na smyczki (1959)
- Shakespearean Concerto na obój, 2 rogi i smyczki (1960)
- King Lear Variations na instrumenty dęte, perkusję i fortepian (1965)
- Koncert na róg (1966)
- Koncert potrójny na instrumenty dęte, kwintet jazzowy i orkiestrę (1970)
- Koncert fagotowy (1971)
- Elegy na skrzypce i orkiestrę (1971)
- The Trail of Beauty na mezzosopran, obój i orkiestrę (1977)
- En Memoria de Chano Pozo (1977)
- Koncert skrzypcowy (1980)
- koncert saksofonowy Ode to Lord Buckley (1981)
- Overture: Honor Song na wiolonczelę i orkiestrę (1983)
- Across the Wide Missouri: A Musical Tribute to Harry S. Truman (1984)
- Fox Hunt (1984)
- Travels na trąbkę i orkiestrę (1985)
- American Dance Suite (1986)
- A Little Rebellion: A Portrait of Thomas Jefferson na narratora i orkiestrę (1995)
- symfonia Kokopelii (1996)
- koncert fletowy Giants of the Night (1999)
- This Land, Symphonic Variations on a Song by Woody Guthrie (2007)

### Utwory kameralne
- Trio na saksofon, róg i fagot (1958)
- Overture and Allegro na flet solo (1959)
- Sonata skrzypcowa (1960)
- Discussions na flet, wiolonczelę, fortepian i perkusję (1960)
- Kwartet smyczkowy (1961)
- Dirge and Variations na trio fortepianowe (1962)
- Three Songs for Marlboro na wiolonczelę i róg (1962)
- The Wind and the Rain na altówkę i fortepian (1963)
- Sonata na skrzypce solo (1964)
- Fanfare and Procession na kwintet dęty (1966)
- Kwintet dęty (1968)
- Zahar na flet solo (1974)
- Native American Portraits na skrzypce, fortepian i perkusję (1976)
- Landscapes na kwartet perkusyjny (1980)
- koncert fortepianowy Three Songs (2009)
- Three Lost Loves na saksofon altowy, skrzypce i fortepian (2016)

### Utwory wokalne
- Sacred Service for Sabbath Eve na tenora, chór i organy (1961)
- kantata The American Bell (1962)
- kantata A Year in Our Land (1964)
- kantata Let Us Remember (1965)
- 3 Songs for America na baryton i kwintet smyczkowy (1969)
- Missa Manhattan na narratora, chór i orkiestrę (2000)

### Muzyka filmowa
- Echo of an Era (1957)
- The Young Savages (1960)
- Wiosenna bujność traw (1961)
- Przeżyliśmy wojnę (1962)
- The Subject Was Roses (1968)
- The Arrangement (1969)
- This Song for Jake (1982)
- The Beat Generation (1987)
- The Boys of Winter (2001)